# Roccella Ionica
Roccella Ionica ist eine süditalienische Gemeinde (comune) mit 6131 Einwohnern (Stand 31. Dezember 2023) in der Metropolitanstadt Reggio Calabria in Kalabrien. Die Gemeinde liegt etwa 70 Kilometer ostnordöstlich von Reggio Calabria am Ionischen Meer. Roccella Ionica gehört zur Comunità montana Stilaro-Allaro-Limina und grenzt an die Provinz Vibo Valentia.

## Geschichte
Die Wurzeln der Stadt gehen möglicherweise auf die ionische Kolonie Amphissa der Magna Graecia zurück. In der heutigen Zeit ist Roccella Ionica vor allem durch Festivals bekannt geworden.

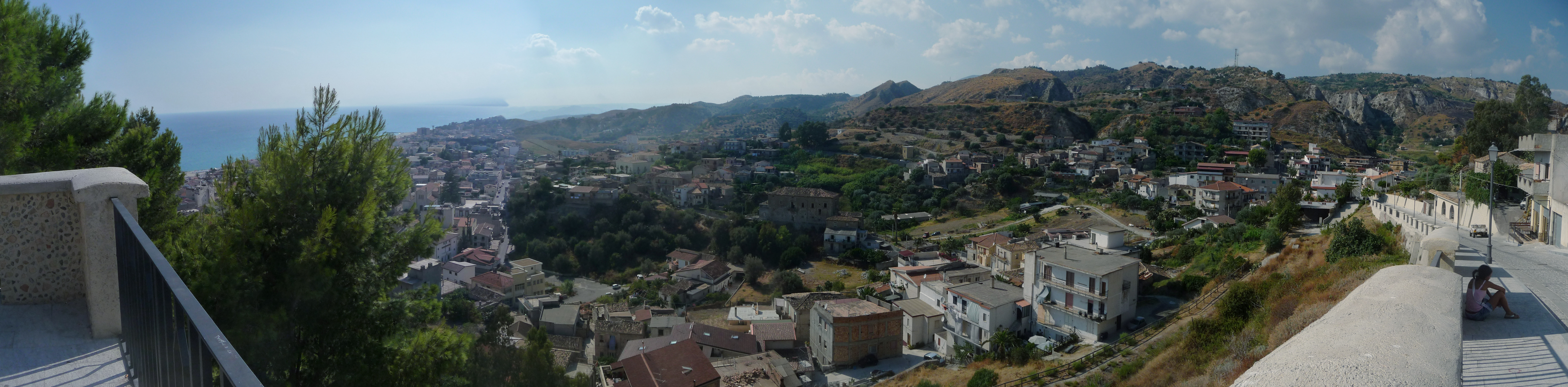
Panorama von Roccella Ionica

## Verkehr
Die Gemeinde liegt an der Strada Statale 106 Jonica, die zugleich als Europastraße 90 um die kalabrische Küste führt. Ein Bahnhof besteht an der Ferrovia Jonica, die von Tarent nach Reggio Calabria führt.

## Städtepartnerschaften
Roccella Ionica unterhält seit 2007 eine inneritalienische Partnerschaft mit Arco in der Provinz Trient.